# Jodokus Bernhard von Aufseß

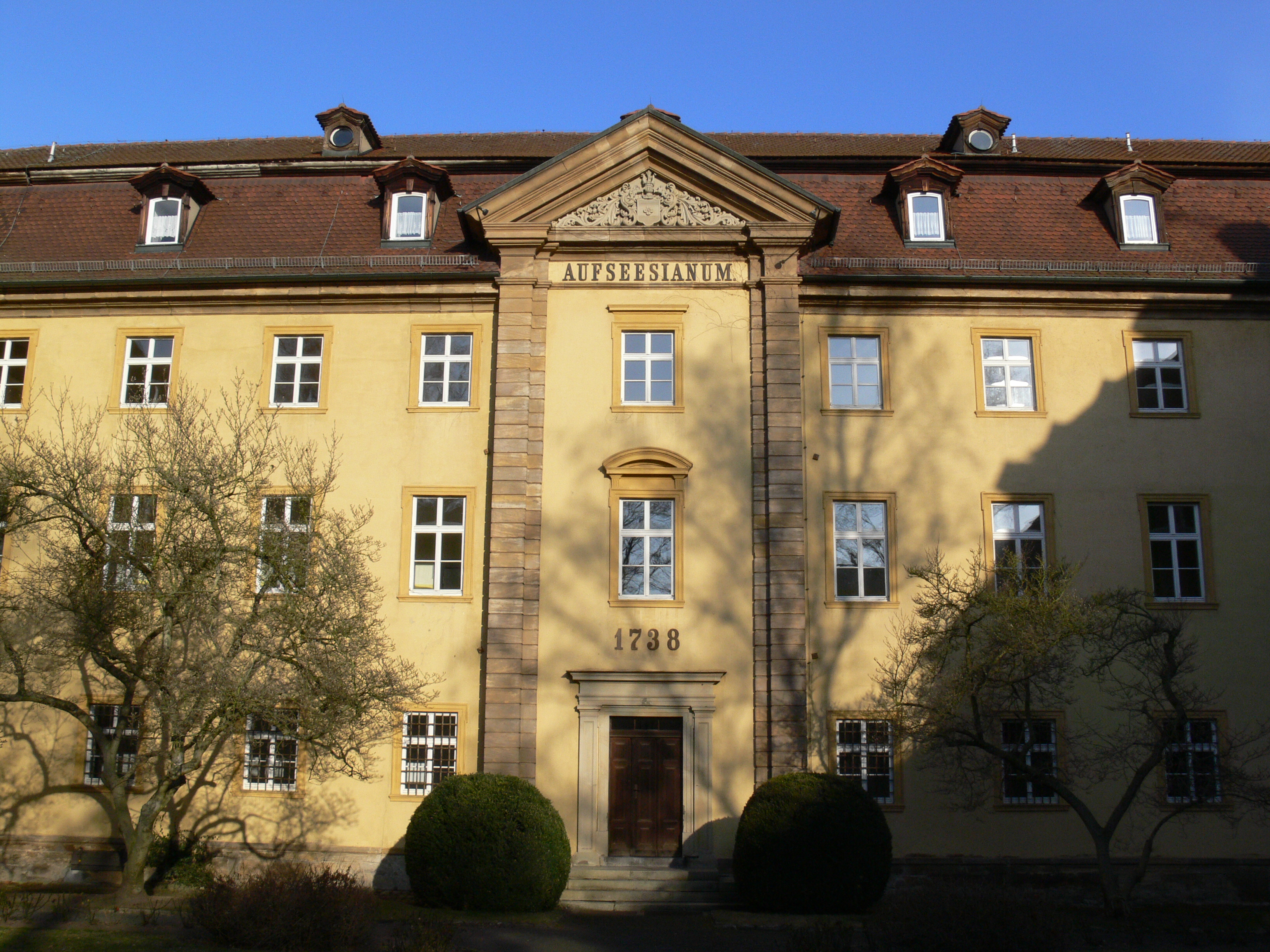
Jobst Bernhard ist Stifter des Aufseesianums

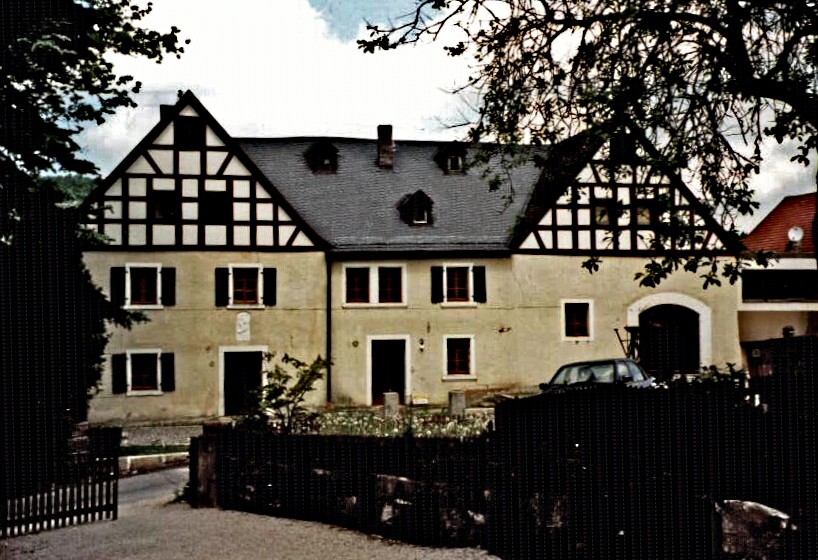
Nebengebäude des ehemaligen Rittersitzes Mengersdorf

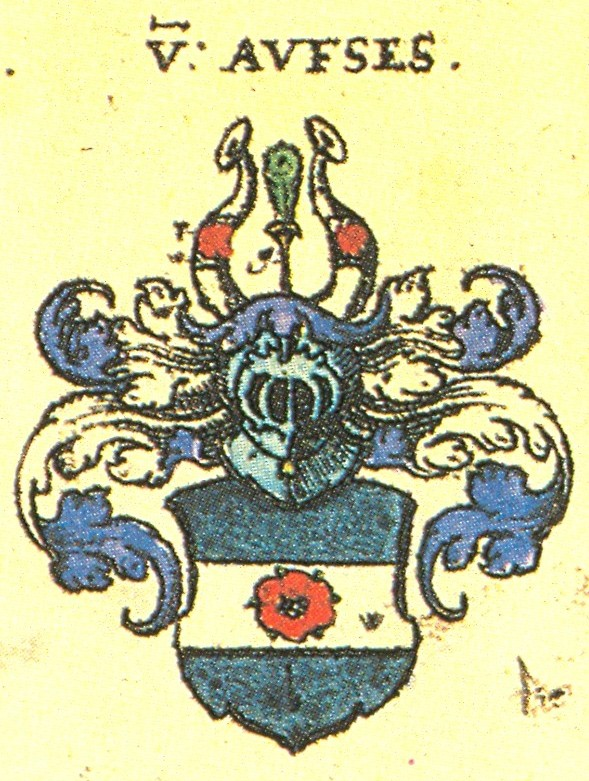
Wappen der Familie von Aufseß nach Siebmachers Wappenbuch

Jodokus (Jobst) Bernhard Freiherr von Aufseß, auch von Aufsees, (* 28. März 1671 in Mengersdorf; † 2. April 1738 in Würzburg) war Kanoniker im Bistum Bamberg und Würzburg.

## Herkunft
Die Familie von Aufseß ist ein altes fränkisches Adelsgeschlecht und seit 1601 im Besitz des Rittergutes Mengersdorf in Oberfranken.

## Domherr und Gründer des Aufseesianums
Jodokus (auch: Jodocus oder Jobst) Bernhard Freiherr von Aufseß war lutherisch getauft, trat aber 1683 zur katholischen Kirche über und wurde als katholischer Geistlicher ausgebildet. Er war seit 1683 Domherr in Bamberg und seit 1686 Domherr in Würzburg. 1709 stiftete er das Aufseesianum in Bamberg.